# Объединенный институт и университет
Объединенный институт и университет (англ. Union Institute & University, сокр. UI&U) — американский частный университет в Цинциннати, штат Огайо.
Учебное заведение специализируется на учебных программах с низким уровнем проживания в кампусах вуза, а также на дистанционноv обучении. Университет аккредитован Высшей учебной комиссией и имеет дополнительные кампусы во Флориде и Калифорнии.

## История и деятельность
Объединённый институт и университет свою историю с 1964 года, когда президент Годдард-колледжа пригласил президентов девяти гуманитарных институтов на конференцию, чтобы обсудить сотрудничество в области образовательных инноваций и экспериментов. В результате был создан Союз исследований и экспериментов в высшем образовании (Union for Research and Experimentation in Higher Education) — его основателями стали Антиохийский колледж, Бард-колледж, Годдард-колледжем, Северо-восточный университет Иллинойса, колледж Монтейт Массон (Monteith Masson), Новый колледж Университета Хофстра, Колледж Сары Лоуренс, Шимерский колледж и Стивенс-колледж. Несколько позже этот союз стал называться как Институт Союза (Union Institute).
С самого начала учебное учреждение уделяло внимание социальной значимости и междисциплинарности исследований. Его докторские программы Union Graduate School были основаны на британской системе обучения, первые докторанты были приняты в 1970 году. Сэмюэл Баскин, психолог и реформатор образования, работавший на факультете колледжей Стивенса и Антиохии, стал президентом-основателем этого вуза. Одним из первых его была антрополог и представительница этнопсихологической школы Маргарет Мид.
В 1969 году учебное учреждение было переименовано в Союз экспериментальных колледжей и университетов (Union for Experimenting Colleges and Universities) и сосредоточил свое внимание на предоставлении образовательных возможностей для нетрадиционных студентов, чьи потребности лучше всего удовлетворял опыт обучения в колледже с низким уровнем проживания, а также для тех студентов, которые стремились проводить социально значимые исследования в междисциплинарным образом. Обучение было основано на образовательной модели Oxbridge. К 1971 году к Союзу присоединились ещё пять колледжей и университетов, в результате чего общий консорциум достиг 22 высших учебных заведений. В 1975 году количество высших школ достигло 34. Союз экспериментальных колледжей и университетов распался в 1982 году, но его Университет без стен (University Without Walls) продолжал действовать.
В 1989 году Университет без стен был переименован в Институт Союза (Union Institute). В 2001 году он приобрел у Норвичского университета колледж Vermont College in Montpelier в Монпелье, штат Вермонт. Это позволило Институту Союза предоставлять дополнительные возможности для получения степени, а также сертификаты о повышении квалификации. В октябре 2001 года учебное учреждение было переименована в Объединенный институт и университет.
Объединённый институт и университет в настоящее время предлагает степень бакалавра, магистра, Ed.D., Ph.D. и сертификационные программы в различных областях знаний и дисциплинах.
Президентом вуза с 1 июля 2018 года является доктор Карен Шустер Уэбб (Karen Schuster Webb ) — шестой по счёту президент.
В числе выпускников этого учебного заведения: мореплаватель Таня Эби, писатели Рита Браун и Джозеф Бручак, прелат Джеймс Лайк, первая женщина − премьер-министр Ямайки Поршия Симпсон-Миллер, профессор Майкл Клэр и другие.